# Neuvy-en-Sullias
Neuvy-en-Sullias là một xã trong tỉnh Loiret, vùng Centre-Val de Loire bắc trung bộ nước Pháp. Xã này nằm ở khu vực có độ cao từ 106-149 mét trên mực nước biển.